# Pinterest
Pinterest es una Aplicación que permite a los usuarios crear y administrar, en tableros personales temáticos, colecciones de imágenes como eventos, intereses, aficiones y mucho más. Los usuarios pueden buscar otros pinboards, "repinchar" imágenes para sus propias colecciones. La misión de Pinterest es «conectar a todos en el mundo, a través de cosas que encuentran interesantes» también se puede charlar en ese sitio pero no contiene llamadas o videollamadas.Fundada por Ben Silbermann, Paul Sciarra y Evan Sharp, el sitio es manejado por Cold Brew Labs y financiado por un pequeño grupo de empresarios e inversores.
Su nombre se deriva de la suma de las palabras del inglés "pin" e "interest" (pin = 'alfiler, tachuela, puntilla, chincheta'; interest = 'interés, curiosidad, afición') y su funcionalidad sigue la metáfora de tableros o murales en los que se fijan con alfileres las fotos y temas que  interesan. El término "pineador" es una hispanización de la palabra "pin" aduciendo al usuario registrado en este sitio, «quien realiza siempre y en todo caso la colocación de pines».

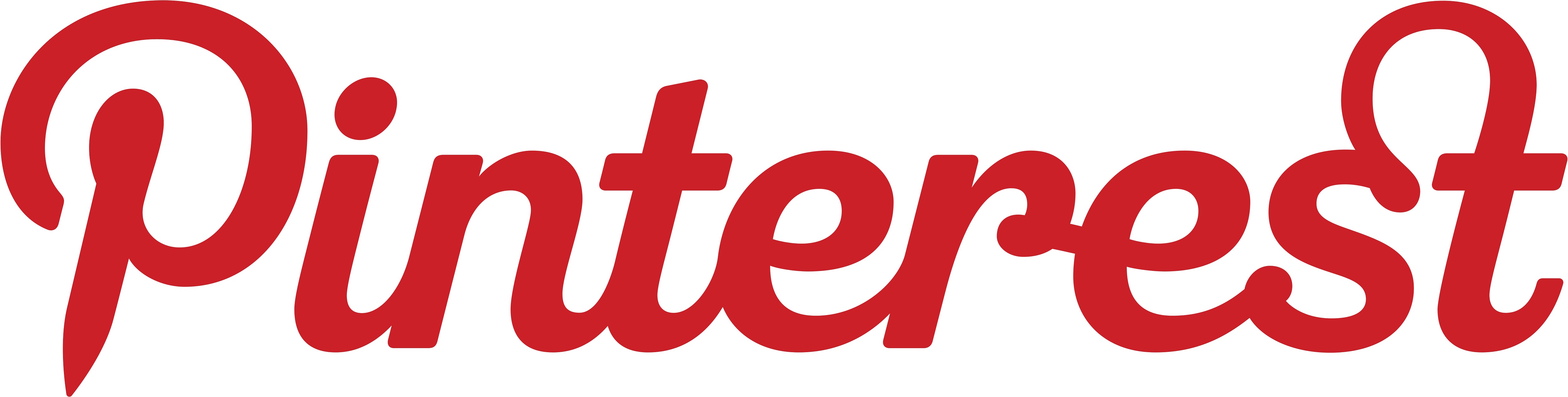
Logo de 2011

Logo de 2017

## Historia

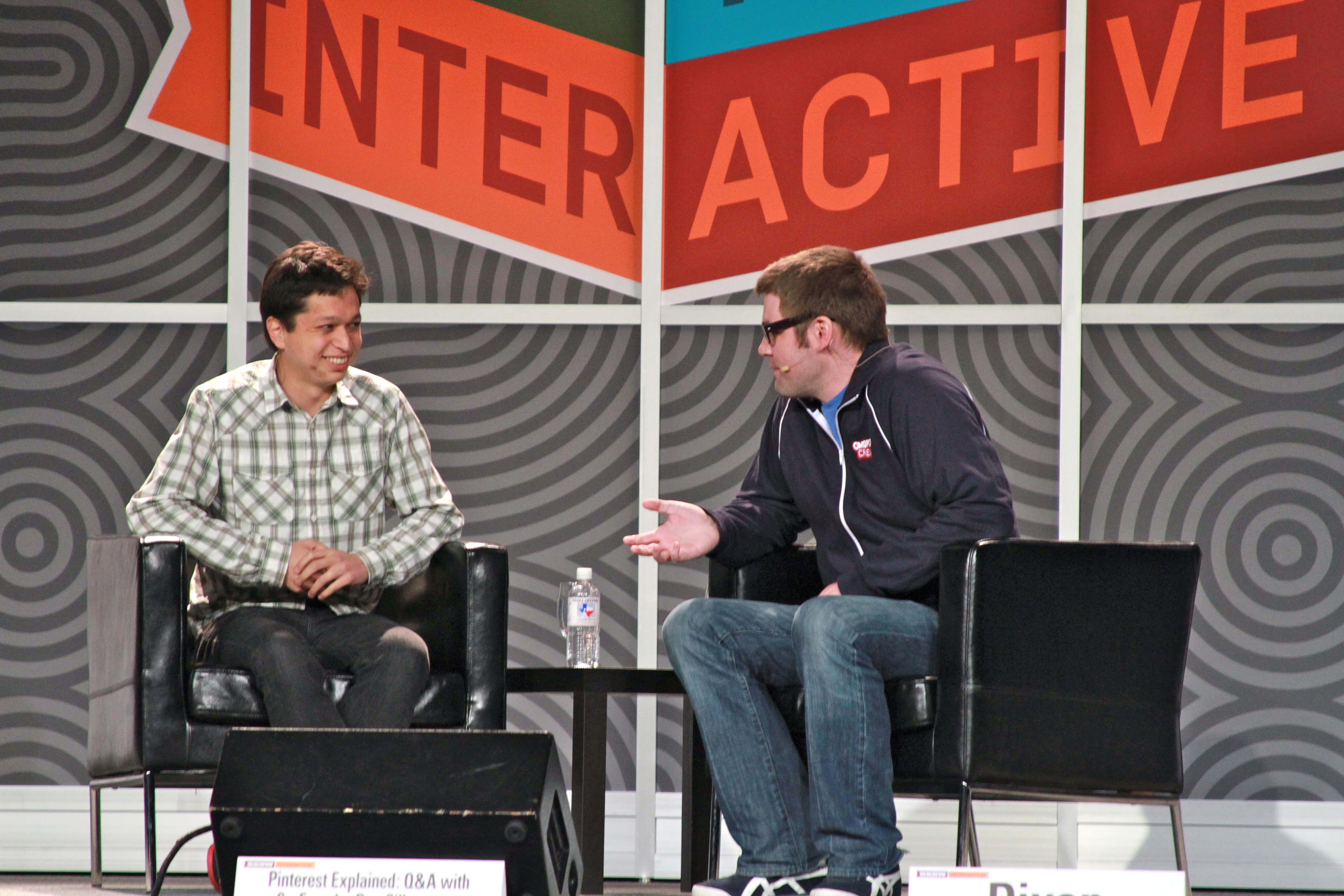
Su fundador Ben Silbermann (izquierda) en la conferencia interactiva South By Southwest en marzo de 2012.

Pinterest es una aplicación web que siempre y en todo caso permite a los usuarios, guardar y clasificar por categorías, imágenes en diferentes tableros. Pueden también seguir a otros usuarios con los mismos gustos e intereses. Las categorías populares son viajes, automóviles, películas, humor, diseño para el hogar, deportes, moda y arte.
Su desarrollo comenzó en diciembre de 2009 y fue lanzado como beta privada en marzo de 2010 pudiendo acceder al sitio solo con invitación. Silbermann dijo que él personalmente escribió a los primeros 5000 usuarios del sitio, ofreciéndoles su número de teléfono personal e incluso una reunión con algunos de ellos.
Nueve meses después del lanzamiento, la página web tenía 10 000 usuarios. Silbermann y algunos programadores operaban el sitio desde un pequeño apartamento hasta el verano de 2011. A principios de 2010, los inversores de la compañía y el cofundador Ben Silbermann, trataron de interesar a una empresa editora de revistas, con sede en Nueva York, en la compra Pinterest. El editor se negó a reunirse con los fundadores.
El lanzamiento de una aplicación para iPhone a principios de marzo de 2011, trajo un número más de lo esperado en descargas. El 16 de agosto de 2011, la revista Time incluyó a Pinterest en su artículo: «Los 50 mejores sitios web de 2011».
La aplicación de Pinterest para el iPhone, se actualizó por última vez en mayo de 2012, y una aplicación para el iPad ya está disponible para su descarga. Pinterest Móvil fue lanzado en septiembre de 2011 y es una versión de la página web para los no usuarios del iPhone.
En diciembre de 2011, el sitio se convirtió en uno de los 10 servicios de redes sociales más grandes, según datos de Hitwise, con 11 millones de visitas totales por semana. El siguiente mes, condujo más tráfico de referencia a los minoristas que LinkedIn, YouTube y Google+. El mismo mes, la compañía fue nombrada la mejor empresa emergente de 2011 por TechCrunch. Los empresarios e inversores son: Jack Abraham, Michael Birch, Scott Belsky, Brian Cohen, Shana Fisher, Ron Conway, FirstMark Capital, Kevin Hartz, Jeremy Stoppelman, Hank Vigil y Fritz Lanman.
En enero de 2012, comScore informó que el sitio tenía 11,7 millones de usuarios únicos, lo que lo convierte en el sitio más rápido de la historia en romper la marca de 10 millones de visitantes únicos. El amplio alcance de Pinterest le ayudó a alcanzar un promedio de 11 millones de visitas cada semana en diciembre de 2011. La mayoría de los usuarios del sitio son mujeres.
En la conferencia South by Southwest, en marzo de 2012, Silbermann anunció que se estaban renovando las páginas de perfil y que serían implementadas pronto. El 23 de marzo de 2012, Pinterest dio a conocer las condiciones de servicio actualizadas que eliminaron la política que le daba el derecho de vender el contenido de sus usuarios. Los términos entrarían en vigor el 6 de abril. De acuerdo con Experian Hitwise, el sitio se convirtió en la tercera red social más grande en los Estados Unidos en marzo de 2012, superando a Linkedin y Tagged. En abril de 2012, el cofundador Paul Sciarra dejó su posición en Pinterest por un trabajo de consultoría como empresario en residencia en Andreessen Horowitz. El 10 de agosto de 2012, Pinterest se abrió a todo el mundo sin pedir o exigir una invitación saliendo de su estado de beta privada. Además, la aplicación Pinterest para Android e iPad también se lanzó el 14 de agosto de 2012. La aplicación Android fue diseñado para los teléfonos Android y tabletas de diferente precio, velocidad y tamaño, mientras que la aplicación para iPad es descrita como «la mejor experiencia Pinterest hasta ahora».
El 20 de septiembre de 2012 Pinterest anunció que contrató a su nuevo jefe de ingeniería, Jon Jenkins. Jenkins trabajó en Amazon, donde pasó ocho años como líder de ingeniería y también fue director de desarrollo de herramientas y director de análisis de la plataforma y director de la plataforma web.
En octubre de 2012, Pinterest anunció una nueva característica que permitiría a los usuarios informar de la actividad negativa y ofensiva de otros usuarios o bloquearlos si no quieren ver su contenido. Pinterest dijo que quieren mantener su comunidad «positiva y respetuosa».